# NMRA規範

## 簡介
在1930年之前，並沒有建立鐵道模型設備的共同標準，因此A公司生產的鐵道模型產品不一定可以與B公司的產品搭配使用。許多模型製造廠商建立自己的標準或僅依據他們自己的設計與想法製造產品，然而大多數的情況下，期望自己的車廂或車頭可以毫無問題地運轉在別人的軌道上是非常困難的。例如車廂與車廂之間的連結器就有許多不同的標準，唯有損壞模型進行改造才有可能讓不同製造商生產的車廂連結運轉。
國際鐵道模型協會（NMRA）於1935年成立的原因，即是為了聚集鐵道模型玩家、製造商、出版商共同研商結束這種混亂狀況的對策，發展NMRA標準的目的就是為了確保不同製造商的模型車廂、車頭、軌道、設備均可以毫無困難地相互搭配使用。
從1936年到現在，許多當初公佈的基本標準到了今天依舊沒什麼改變，只有些許增訂與精緻化。證明NMRA基本標準經得起時間的考驗，並且為鐵道模型帶來可觀的效益，也由於NMRA標準的建立，致使鐵道模型蓬勃發展至今日的境界。

## NMRA標準與NMRA建議措施
NMRA建立的規範分為NMRA標準（NMRA Standard）與NMRA建議措施（NMRA Recommended Practices）兩種層級，再針對基本設備與模組分別建立前述兩種層級的規範。

### 標準與建議措施的差異
not yet

### 基本設備標準與建議措施
not yet

### 模組標準與建議措施
not yet

## 認證
透過NMRA官方的檢驗，可以驗證廠商所製造的產品符合所有NMRA標準與NMRA建議措施，並且符合工業品質的標準。 也可以在產品上打上符合NMRA認證與檢驗的識別標章，在廣告與產品包裝上展示NMRA授與之認證證明書。

## 相關連結
- 鐵道模型NMRA標準與建議措施原始文件